# 滙豐保險
滙豐保險（HSBC Life）是滙豐控股旗下的保險業務品牌，於2018年作為全新保險品牌由滙豐集團旗下所有保險業務公司共同啟用。目前，滙豐保險的主體是滙豐保險（亞太）有限公司（HSBC Insurance (Asia-Pacific) Holdings Limited），是滙豐集團亞洲區保險業務的總部，也是香港上海滙豐銀行有限公司（滙豐香港）的全資附屬機構，由母公司滙豐集團實際控制。
滙豐保險（亞太）總辦事處位於大角咀滙豐中心，旗下主要營運公司（包括直接或間接持有）包括：於百慕大註冊但於香港營運的滙豐人壽保險（國際）（HSBC Life (International)）、於新加坡註冊的滙豐人壽保險（新加坡）〔HSBC Life (Singapore)〕和於中國上海註冊成立的汇丰人寿保险（HSBC Life Insurance）。
滙豐保險自2022年起，於香港新造直接個人人壽業務（人壽保險）的市場佔有率中一直穩居第一，直至2025年首季，佔據了21.53%的市場份額。

## 歷史
滙豐集團涉足保險業務的歷史可追溯至19世紀，當時其在新加坡與海峽保險公司（Straits Insurance）及新加坡保險公司（Singapore Insurance）展開合作，並且在遠東的海運貿易市場上保持活耀。但是滙豐真正以集團形式嘗試參與保險市場，則要待至20世紀70年代：1970年4月24日，滙豐在香港設立其首間保險公司──遠東貿易信用與海運保險〔T K M (FAR EAST)〕──其中T代表貿易（Trade）、K代表信用（Credit）、M代表海運（Marine），是滙豐專門針對貿易信用保險和海運保險的保險公司。
然而，遠東保險並非滙豐首次涉足香港保險市場的起點。滙豐實質參與香港保險市場的關鍵轉捩點，可追溯至1965年4月12日對恒生銀行51%股權的收購。值得注意的是，就在該項收購前三個月，即1965年1月15日，恒生銀行聯同香港另外三間主要華資銀行合資成立銀聯保險（Associated Bankers Insurance）──亦即恒生保險的前身，成為香港首家專營銀行保險的一般保險公司。透過恒生銀行的持股，滙豐間接首次踏入香港的保險市場。
至於滙豐於香港親自建立「全面保險業務」的時間，則可追溯至1977年2月25日成立的嘉豐保險（Carlingford Insurance），其前身為馬來亞中華保險（Malayan & China Assurance）及滙利保險（Wardley Insurance）──「滙利」一名可追溯至滙豐於香港的起點「滙利大廈（Wardley House）」，以及於1972年成立的投資銀行子公司「滙利」（Wardley）。

### 1990年代
1991年，滙豐集團旗下英國保險經紀公司吉布斯·哈特利·庫珀（Gibbs Hartley Cooper） 與諾里奇聯合集團（Norwich Union Group） 合資成立持股50%的企業，旨在擴展英國家戶及汽車保險業務。同年，安東尼·吉布斯福利顧問（Antony Gibbs Benefit Consultants）收購養老金諮詢公司，吉布斯·哈特利·庫珀併購零售保險經紀業務組合，推動集團中介保險利潤創歷史新高。7月，集團成立香港滙豐保險服務（HongkongBank Insurance Services），強化亞太區企業與零售銀行客戶的保險代理業務。
1992年，吉布斯·哈特利·庫珀收購英國商業風險保險組合，擴充經紀業務版圖；同步啟動澳大利亞與紐西蘭保險代理業務以拓展區域覆蓋。同年集團實施戰略調整：剝離百慕大持股49%的專業再保險公司及在智利的全資機構勞合社保險經紀公司（Lloyd's Survey Agency），並終止汶萊保險代理業務（基於盈利預期考量）。年底，滙豐保險總部遷駐倫敦，並建立滙豐保險控股（HSBC Insurance Holdings），統籌全球保險活動與成本分攤機制，並計劃在1993年起將──1992年成為滙豐集團成員──米特蘭銀行（Midland Bank）的保險業務納入管理範疇；2021年，由於集團業務重整及內部資源整合安排，該公司自2021年起逐步終止相關活動，不再向集團內其他實體收取或分攤成本，並已於2024年6月24日結束運作。
1993年，吉布斯·哈特利·庫珀收購兩家英國小型保險經紀企業，整合後預期1994年成效顯現；新加坡子吉布斯保險經紀（Gibbs Insurance Brokers Singapore） 亦收購同業機構，鞏固區域市場地位。
1994年，集團簽約收購香港隆德保險（Lombard Insurance），提升競爭激烈的承保市場份額；另以2.2億港元收購大陸保險公司（Continental Insurance Corporation） 持有的隆德保險股權，強化香港非壽險業務並擴展新加坡市場；旗下的勞合社保險經紀公司亦購入霍格集團（Hogg Group）百分之六股權（後以400萬英鎊溢利售出），惟全資收購未果。
1995年，米特蘭銀行推出電話直銷家戶保險品牌米特蘭直通（Midland Direct），一個基於電話的家庭保險服務；集團亦從勞合社保險經紀公司收購汽車保險公司科林斯（Corinthian），並將其併入愛爾蘭非壽險承保機構──前身為格里芬保險（Griffin Insurance）──滙豐保險（愛爾蘭）（HSBC Insurance (Ireland)）。同年，勞合社的經紀公司──前身為吉布斯·哈特利·庫珀──滙豐吉布斯（HSBC Gibbs）收購霍姆伍茲（Holmwoods），獲取盈利性學校保險經紀業務。
又在1995年，滙豐集團多數保險實體更名統一採用滙豐品牌，例如亞洲主要公司嘉豐保險（Carlingford Insurance）更名為滙豐保險（HSBC Insurance）；後於2000年10月改名為滙豐保險（亞洲）。直至1995年底，米特蘭銀行從英國大型保險公司──商業聯盟（Commercial Union）收購在米特蘭人壽（Midland Life）的剩餘20%股權，實現全資控股。
1996年，滙豐吉布斯出售信貸保險（Premium Credit），並收購蘇格蘭格拉斯哥經紀商哈奇森-克拉夫特（Hutchison & Craft）；滙豐吉布斯同時亦與米特蘭銀行合資成立米特蘭商業保險直通（Midland Business Insurance Direct） 以拓展商業保險；同年滙豐保險亦在香港推出「醫療萬全保（MediSurance）」等健康險產品。；於同年4月25日，遠東貿易信用與海運保險改名為滙豐保險（亞太），以統籌滙豐在亞太地區的保險業務。
1997年，滙豐保險在亞太區與皇家太陽聯合保險（Royal & Sun Alliance）（非壽險）、美國友邦保險（American International Assurance）（壽險）建立戰略合作，延伸未覆蓋市場服務；同年，滙豐美國的前身──於1980年被滙豐集團收購的海豐銀行（Marine Midland） 推出新壽險產品，強化區域市場。在同一年，集團在巴西和阿根廷的收購顯著增強非壽險承保業務，帶來規模效應、反週期收入流和再保險議價能力提升。
1999年，滙豐開始透過互聯網分銷汽車及其他個人保險產品，為未來增長鋪路；為滙豐保險25周年誌慶，滙豐保險將總辦事處遷往香港的滙豐中心。

### 2000年代
2003年，滙豐保險（亞太）宣布以約1.54億新加坡元收購吉寶保險（Keppel Insurance）的全數股權；收購完成後，原滙豐保險（亞洲）新加坡分公司的一般保險業務將合併至吉寶保險，並且隨後更名為滙豐保險（新加坡），是滙豐在新加坡保險市場上真正能擴大市場參與度的第一次。
2006年，滙豐在馬來西亞獲得營運伊斯蘭保險（Takaful）許可。據報導，滙豐保險（亞太）與Jerneh Asia Berhad及馬來西亞僱員公積金局（EPF）合作，成立合資公司HSBC Amanah Takaful (Malaysia) Sdn Bhd，專營伊斯蘭人壽保險業務，其中滙豐保險（亞太）持有該合股公司約 49% 的股權；2019年3月，滙豐保險（亞太）將其所持49%的Takaful業務股權出售予富衛保險（FWD），後者其後收購全部股份，成為該公司最大股東。
2009年，滙豐開展中國人壽保險業務。6月發佈的公告披露，滙豐保險（亞太）旗下、在香港註冊的全資附屬公司滙豐保險（亞洲）與北京國民信託（National Trust）各持股50%，共同於中國上海成立滙豐人壽保險，註冊資本5億人民幣，並於第三季投入營運（經由CEPA政策允許下成立）。此為滙豐在中國內地進軍人壽保險市場的重要舉措。

### 2010年代
2012年3月7日，滙豐集團為實施策略轉型，將滙豐保險（亞太）的子公司──滙豐保險（亞洲）與滙豐保險（新加坡）連同墨西哥〔HSBC Seguros, S.A. de C.V.，非滙豐保險（亞太）持有〕的一般保險業務出售予安盛集團（AXA）。是次交易包括10年獨家銀保協議，AXA獲得在香港（不包括恒生銀行客戶）及其他亞洲地區透過滙豐分銷一般保險產品的獨家權利。AXA就此項交易向滙豐支付約4.94億美元的代價。
2012年12月20日，滙豐保險（亞太）與日本住友生命保險（Sumitomo Life Insurance Company）簽訂協議，向其出售越南保險公司Bao Viet全部18%股權，作價約3.4億美元。
2013年4月29日，滙豐保險（亞太）將其所持有的韓亞滙豐人壽保險（Hana HSBC Life Insurance）50%減一股的權益出售予韓亞金融集團（Hana Financial Group Inc.），是次出售為集團精簡業務策略所執行的一部分。

### 2020年至現在
2021年7月26日，滙豐著手重啟在澳門的壽險業務市場。此前，由於集團的業務策略，滙豐於澳門曾不再接受新的保單，讓壽險牌照實質處於「休眠」狀態。
2021年8月16日，滙豐保險（亞太）宣布斥資5.75億美元收購安盛新加坡（AXA Insurance Pte Ltd）全部股權，用以擴大其新加坡保險和財富管理業務；安盛新加坡為當地第八大人壽保險商和第五大產險商。此交易於2022年2月完成，最終交易對價約5.29億美元，並計劃將安盛新加坡與原滙豐新加坡保險業務合併運作。
2021年12月14日，滙豐集團透過其全資控股的安達理財（亞洲）〔Arcadia Financial Services (Asia)，在香港及中國大陸均設有註冊〕，完成對北京方和萬金保險經紀的全資收購。收購完成後，該公司隨即於2022年6月16日更名為「滙豐保險經紀」。同年11月11日，其控股公司安達理財（亞洲）亦更名為「滙豐保險經紀大中華」，標誌着滙豐集團正式進入中國內地保險經紀市場。
2021年12月30日，因應中國於2020年1月1日起實施的《外資保險公司管理條例》修訂及《關於取消外資保險公司外資比例限制有關事項的通知》等政策，放寬外資持股限制，滙豐保險（亞太）旗下、在香港註冊的全資附屬公司滙豐保險（亞洲）獲中國銀保監會上海監管局批准，自合資夥伴國民信託收購滙豐人壽保險（滙豐人壽中國）剩餘50%股權，完成交易後成為其全資附屬公司。
2023年2月1日，根據1966年《保險法》第119(1)(a)條款及新加坡金融管理局與新加坡高等法院分別於2022年11月4日及2023年1月17日批准的轉讓計劃，滙豐保險（新加坡）和安盛新加坡兩者的所有業務正式合併和轉移至新成立的滙豐人壽保險（新加坡），交易對價相當於2023年2月1日按MAS監管報告所採用估值標準計算的資產與負債總額。
2024年2月29日，滙豐保險宣布，其於年初在香港簽發的一張價值2.5億美元（約合20億港元）的人壽保單，獲健力士世界紀錄於2月20日認定為全球最高價值的人壽保單。
2024年12月20日，滙豐歐洲大陸（HSBC Continental Europe）簽署諒解備忘錄，有意將其法國壽險業務HSBC Assurances Vie（France）出售予法國相互保險集團馬特穆特（Matmut），交易預計將於2025年下半年完成。
2025年2月2日，滙豐獲監管機構批准在香港設立專屬自保保險公司「Wayfoong (Asia)」，作為整合及分散可承保風險的工具，並為滙豐在亞洲市場的相關風險提供再保險服務。Wayfoong一詞是滙豐的粵語拼音，在20世紀的滙豐歷史上多次被集團採用，例如1981年推出的「滙豐金」（Wayfoong Gold）服務。
2025年7月3日，英國滙豐銀行（HSBC Bank）宣布已簽署協議，將其英國壽險業務滙豐人壽保險（英國）〔HSBC Life (UK)〕出售予英國人壽與退休金業務公司Chesnara，預計交易將於2026年初完成。

## 主要市場
滙豐保險的業務模式與傳統保險公司有所不同，其銷售渠道主要依賴滙豐銀行的網絡（銀行保險），特別是在香港，客戶須為滙豐香港的零售銀行用戶。此一策略使其保險業務與銀行營運密切相關，業績表現亦常受集團在零售銀行領域的市場動向影響。若集團調整或縮減在某地的零售業務，保險業務亦可能隨之調整。

### 亞洲
滙豐保險在亞洲的業務由滙豐保險（亞太）控股公司統籌，旗下直屬成員包括滙豐保險（亞洲）及滙豐人壽保險（新加坡）。此外，2007年滙豐亦與加納拉銀行和東方商業銀行合作，在印度成立合資公司加納拉滙豐人壽保險（Canara HSBC Life Insurance），其中滙豐持有約26%股權。
2021年，集團在「亞洲為先」（Pivot to Asia）戰略指引下重新調整資源分配，作為應對歐美市場增長放緩及盈利壓力的一部分。此策略旨在將資本和資源重新部署到貢獻集團大部分利潤的亞洲地區。根據同年2月公布的策略報告，滙豐計劃在亞洲投入約60億美元，推動財富管理與個人銀行業務發展，而保險業務正是該板塊的重要組成部分。
策略推進的標誌性事件包括以5.75億美元收購新加坡安盛保險（AXA Singapore），並加強對中國大陸市場的投資。這些舉措進一步強化滙豐在亞洲保險業務的發展動能，尤其體現在香港和澳門市場的積極擴張與產品創新。

#### 香港及澳門
滙豐保險在香港及澳門市場最初以滙豐保險（亞洲）經營一般保險業務，此公司前身為嘉豐保險（Carlingford Insurance）。自2012年將一般保險業務出售予安盛集團後，其重心轉移至人壽保險，並透過百慕達註冊的子公司持續在香港市場營運。目前，滙豐保險（亞洲）主要負責管理大中華地區的保險法人實體，所有當地子公司均由其直接持有。
在香港與澳門，滙豐人壽保險（國際）為主要的承保公司，可追溯至1981年成立的嘉豐保險成員──嘉豐太古保險（百慕達）〔Carlingford Swire Assurance (Bermuda)〕，並於1992年更名為現稱。依靠滙豐銀行的銷售網絡，該公司在香港壽險市場具領導地位。根據香港保險業監管局的統計數據，按新造業務保費計算，滙豐保險自2022年起已連續多年位居全港第一。在2022年上半年，其新造業務的市場佔有率達到23.6%。此後持續保持領先，在2023年全年，其新造業務市場份額為18.9%，並在2025年第一季錄得超過200億港元的新造業務保費，市場份額擴大至 21.5%，顯示其穩定的市場表現與競爭力。
在澳門，滙豐人壽保險（國際）透過其澳門分公司開展業務，並受澳門金融管理局監管。繼過去十年間在澳門市場的業務規模相對沉寂後，滙豐於2021年起重新啟動並大力發展其澳門保險業務。為配合業務擴展，滙豐於2023年8月在澳門商業中心區開設首間獨立的「滙豐保險策劃中心」，為本地及大灣區客戶提供服務。這一發展被視為集團加強大灣區業務佈局的重要步驟。

##### 其他業務及合作夥伴
滙豐人壽保險（國際）與滙豐銀行及恒生銀行所保薦的強積金計劃一直保持緊密合作。在滙豐強積金智選計劃及恒生強積金智選計劃下設立的保證基金，屬於以保單形式構成的核准匯集投資基金，由滙豐人壽保險（國際）負責提供。
此外，滙豐人壽保險（國際）於2024年11月1日與恒生銀行建立新的醫療保險合作關係，雙方將合作設計並由恒生銀行銷售自願醫保產品，進一步拓展在健康保險領域的業務合作。

#### 中國內地
在中國內地，滙豐保險主要透過滙豐保險（亞洲）全資附屬公司、滙豐人壽保險提供多種保險產品，涵蓋人壽、健康及意外保險。公司註冊資本為人民幣26.76億元，總部設於上海自由貿易試驗區，目前的服務地區包括北京、上海、天津、廣東（含深圳）、浙江、四川及江蘇等地，受地域經營許可限制。
為推動「大財富管理」策略，滙豐於2022年6月正式啟動保險經紀公司──滙豐保險經紀，總部位於北京，並在多地設有分支機構。該公司致力為個人與企業客戶提供整合性的保險與財富方案，並與滙豐人壽保險展開協同合作，拓展在長三角等重點地區的市場份額。
在業務發展上的一項重要里程碑是，滙豐保險經紀於2023年9月宣布，其證券投資基金銷售業務資格已獲得中國證券監督管理委員會北京監管局的正式批复。此舉使滙豐保險經紀成為中國內地首家同時持有保險經紀和基金銷售「雙牌照」的財富管理機構。該資格的取得，有助於推動「保險+基金」的綜合理財模式，並提升其財富管理服務的多元性與靈活性。2025年8月初，滙豐繼續加強注資滙豐保險經紀，其註冊資本由約22.3億人民幣增至約25.2億人民幣。
2024年，滙豐保險在中國內地錄得人民幣1.95億元的淨利潤，結束連年虧損局面。這主要得益於2021年集團完成對滙豐人壽保險的全資控股後所啟動的一系列增資與轉型措施。自2022年至2025年間，集團連續三年實施增資計劃：2022年6月注資6.35億元、2023年3月注資6.54億元、2025年2月再增資3.62億元，累計注資額達16.51億元，註冊資本提升至26.76億元。資本注入驅動業務規模高速擴張，保費收入由2022年的37.25億元增至2024年的130.89億元，增長超過三倍。與此同時，公司亦致力推動銷售渠道多元化，將銀保依賴度降至65.97%，並透過產品結構優化，實現由投入期邁向盈利期的轉變，2024年核心償付能力比率提升至193.02%，進一步鞏固其財務穩健性。

#### 新加坡
在新加坡，滙豐保險主要透過滙豐人壽保險（新加坡）提供保險服務。合併安盛新加坡（AXA Singapore）之前，滙豐保險（新加坡）的業務重點主要集中於儲蓄及財富增值產品，而安盛則在健康保險領域具有較強競爭力。
完成對安盛新加坡的收購與整合後，滙豐人壽保險在新加坡的市場地位有所提升。根據收購時公佈的資料，合併後的公司按年化新保費計算，預計將成為新加坡第七大人壽保險公司，以及第四大個人健康保險提供者。是次整合有助擴大滙豐在當地的市場規模，並提升其分銷渠道的多樣性，涵蓋銀行保險（bancassurance）、保險代理人網絡及獨立理財顧問公司（FA）等主要通路。
滙豐於新加坡的策略著重於發揮其「銀行+保險」的協同效益，為客戶提供涵蓋財富保障、累積及傳承的整合式解決方案。除了服務本地市場，滙豐亦憑藉其在亞洲區的品牌影響力，積極拓展高淨值客戶業務，尤其看重新加坡作為亞洲及全球重要財富管理中心的地位。

#### 印度
滙豐保險透過持有合資公司「加納拉滙豐人壽保險公司（Canara HSBC Life Insurance）」26%的股權，參與印度人壽保險市場的發展。在該合資架構中，滙豐不僅作為資金及品牌合作夥伴，亦憑藉其在全球保險業的專業知識，為公司在技術支援、風險管理及產品設計等方面提供協助。加納拉滙豐人壽保險主要透過其銀行合作夥伴遍佈全國的分行網絡，以銀行保險（bancassurance）模式銷售人壽保險產品，覆蓋廣泛的客戶群體。
2025年4月，加納拉滙豐人壽保險向印度證券交易委員會（SEBI）提交了首次公開招股（IPO）的申請草案（Draft Red Herring Prospectus，簡稱DRHP），並於同年7月獲得印度保險監管與發展局（IRDAI）的批准。市場普遍預期該公司將於2025年9月至10月期間進行上市。此次IPO採用「純獻售」（Offer for Sale, OFS）的形式，即公司將不發行新股募集資金，而由現有股東出售其持有的部分股份。三大主要股東──加納拉銀行、旁遮普國家銀行及滙豐保險（亞太）──均計劃參與本次股份出售。雖然上市後各方的持股比例尚未最終確定，此次公開發售將有助於提升公司透明度與流動性，亦為現有股東釋放部分投資價值。

#### 亞洲市場比較
| 滙豐保險（亞太）三大主要市場的業績比較表（2022年-2024年） | 滙豐保險（亞太）三大主要市場的業績比較表（2022年-2024年） | 滙豐保險（亞太）三大主要市場的業績比較表（2022年-2024年） | 滙豐保險（亞太）三大主要市場的業績比較表（2022年-2024年） | 滙豐保險（亞太）三大主要市場的業績比較表（2022年-2024年） | 滙豐保險（亞太）三大主要市場的業績比較表（2022年-2024年） | 滙豐保險（亞太）三大主要市場的業績比較表（2022年-2024年） |
| --- | --------------------------------------------------------- | --------------------------------------------------------- | --------------------------------------------------------- | --------------------------------------------------------- | --------------------------------------------------------- | --------------------------------------------------------- |
| 注釋： a）所有數字均以百萬港元作為單位比較。 b）已收保費僅反映直接承保，不包括分入或分出再保險。已收保費是現金收付制下的概念，純粹指在特定時期內「實際收到」的保費。 c）因應國際財務報告準則第17號「保險合約」（IFRS 17）於2023年實施，2022年部分已改為採用經重新調整後的數字。 d）「保險收入」與「毛保費」是兩個不同的會計概念。在國際財務報導準則第17號（IFRS 17）實施後，保險公司財報中的「保險收入」取代了傳統的「毛保費」作為核心收入指標。主要差異在於：「保險收入」將保費中的儲蓄成分排除，並將收入分攤至保險服務提供的期間；而「毛保費」則是在某一期間內，依照簽發保單或批單所承諾承保的保費總額（不論保費是否已收取）。前者反映會計準則下的收入認列邏輯，後者則更直觀地用於衡量保險公司的市場規模與市場佔有率。 e）數據僅反映滙豐人壽保險（國際）的業務表現，並不代表滙豐控股於香港及澳門市場的整體營運狀況，亦未涵蓋恒生保險的市場數據。 |                                                           |                                                           |                                                           |                                                           |                                                           |                                                           |
| 項目 | 香港及澳門e                                               | 香港及澳門e                                               | 中國內地                                                  | 中國內地                                                  | 新加坡                                                    | 新加坡                                                    |
| 項目 | 相關數字                                                  | 變化                                                      | 相關數字                                                  | 變化                                                      | 相關數字                                                  | 變化                                                      |
| 2024年 |                                                           |                                                           |                                                           |                                                           |                                                           |                                                           |
| 已收保費b | 58,489                                                    | 8.85%                                                     | 13,842 (~CN¥13,005m)                                      | 79.34%                                                    | 9,922 (~SG$1,745m)                                        | 24.44%                                                    |
| 保險收入d | 10,139                                                    | 23.06%                                                    | -                                                         | -                                                         | 3,045 (~SG$536m)                                          | -11.93%                                                   |
| 淨利潤 | 5,871                                                     | 21.25%                                                    | 208 (~CN¥195m)                                            | 329.49%                                                   | 43 (~SG$8m)                                               | 151.51%                                                   |
| 資產規模 | 569,481                                                   | 4.09%                                                     | 44,862 (~CN¥42,147m)                                      | 57.33%                                                    | 69,526 (~SG$12,230m)                                      | 4.71%                                                     |
| 2023年 |                                                           |                                                           |                                                           |                                                           |                                                           |                                                           |
| 已收保費b | 53,732                                                    | -1.79%                                                    | 7,984 (~CN¥7,252m)                                        | 80.15%                                                    | 8,303 (~SG$1,402m)                                        | 43.37%                                                    |
| 保險收入d | 8,239                                                     | 26.73%                                                    | -                                                         | -                                                         | 3,578 (~SG$608m)                                          | 2.53%                                                     |
| 淨利潤 | 4,842                                                     | 53.76%                                                    | -94 (~CN¥-85m)                                            | 84.27%                                                    | -87 (~SG$-15m)                                            | 78.94%                                                    |
| 資產規模 | 547,126                                                   | 8.48%                                                     | 29,626 (~CN¥26,780m)                                      | 35.88%                                                    | 68,718 (~SG$11,679m)                                      | 146.52%                                                   |
| 2022年c |                                                           |                                                           |                                                           |                                                           |                                                           |                                                           |
| 已收保費b | 54,712                                                    | -                                                         | 4,559 (~CN¥4,025m)                                        | -                                                         | 5,703 (~SG$978m)                                          | -                                                         |
| 保險收入d | 6,501                                                     | -                                                         | -                                                         | -                                                         | 3,445 (~SG$594m)                                          | -                                                         |
| 淨利潤 | 3,149                                                     | -                                                         | -604 (~CN¥-540m)                                          | -                                                         | -407 (~SG$-70m)                                           | -                                                         |
| 資產規模 | 504,370                                                   | -6.58%                                                    | 22,007 (~CN¥19,709m)                                      | -                                                         | 27,448 (~SG$4,736m)                                       | -13.54%                                                   |

### 其他
除了亞洲市場外，滙豐保險亦在英國、法國及馬耳他設有保險業務，但這三地的業務已陸續宣布出售。相較之下，滙豐在墨西哥及美國仍維持保險業務的營運，惟其市場規模相對有限，遠不及集團在亞洲的業務規模與重要性。

## 参見
- 香港保險公司列表
- 香港退休金計劃列表
- 恒生保險